# Fred S. Purnell

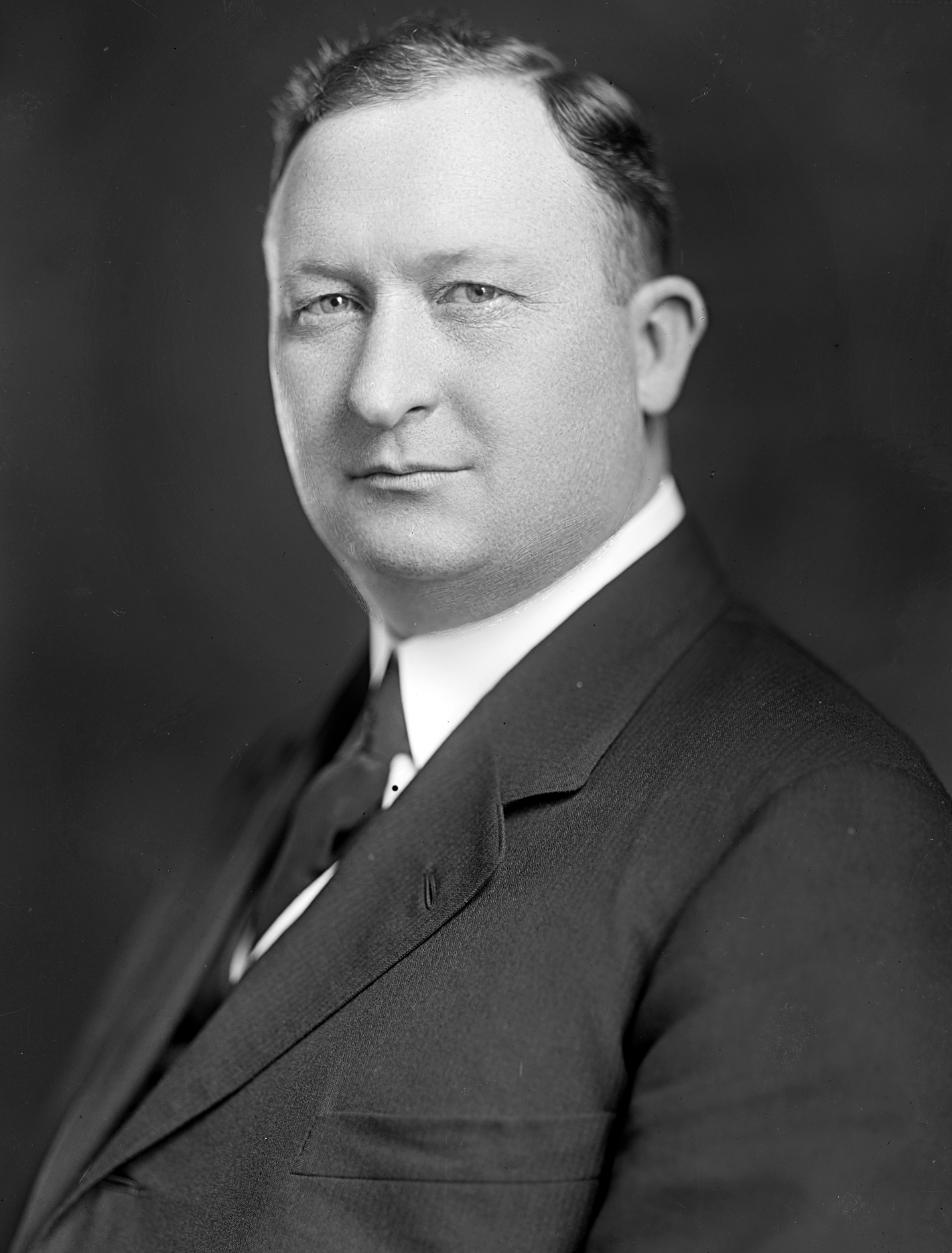
Fred S. Purnell

Fred Sampson Purnell (* 25. Oktober 1882 bei Veedersburg, Fountain County, Indiana; † 21. Oktober 1939 in Washington, D.C.) war ein US-amerikanischer Politiker. Zwischen 1917 und 1933 vertrat er den Bundesstaat Indiana im US-Repräsentantenhaus.

## Werdegang
Fred Purnell besuchte die öffentlichen Schulen seiner Heimat einschließlich der High School in Veedersburg. Nach einem anschließenden Jurastudium an der Indiana University in Bloomington und seiner im Jahr 1904 erfolgten Zulassung als Rechtsanwalt begann er in Attica in diesem Beruf zu arbeiten. Zwischen 1910 und 1914 war er juristischer Vertreter dieser Stadt.
Politisch schloss sich Purnell der Republikanischen Partei an. 1914 kandidierte er noch erfolglos für den Kongress. Bei den Kongresswahlen des Jahres 1916 wurde er dann aber im neunten Wahlbezirk von Indiana in das US-Repräsentantenhaus in Washington gewählt, wo er am 4. März 1917 die Nachfolge von Martin A. Morrison antrat. Nach sieben Wiederwahlen konnte er bis zum 3. März 1933 acht Legislaturperioden im Kongress absolvieren. In diese Zeit fielen der Erste Weltkrieg sowie die Ratifizierung des 18., des 19. und des 20. Verfassungszusatzes.
1932 wurde er nicht wiedergewählt. Auch zwei Jahre später blieb eine weitere Kandidatur erfolglos. In der Folge praktizierte er wieder als Anwalt. Zwischen April und Oktober 1939 arbeitete er für die Kongressbehörde General Accounting Office in Washington. Am 1. Oktober 1939 trat er in den Ruhestand; nur drei Wochen später verstarb Fred Purnell in der Bundeshauptstadt.